# 레오 스쿠르닉

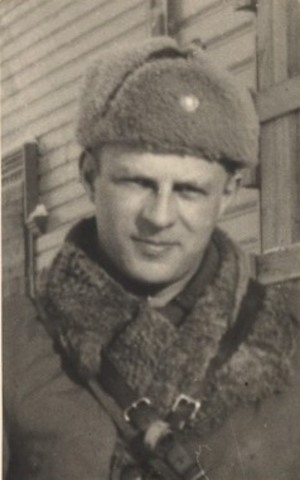

레오 스쿠르닉(Leo Skurnik: 1907년 3월 28일-1976년 12월 4일)은 핀란드의 의사로, 제2차 세계대전기에 의무장교로 복무했다. 나치 독일의 철십자장을 수훈받았으나 거부한 세 명의 핀란드 유대인 중 한 명이다.
핀란드 대공국 헬싱키에서 사업가 벤지안 스쿠르닉과 그 아내 사라 스쿠르닉의 아들로 태어났다. 스쿠르닉가는 핀란드에서 가장 오래된 칸타니스트 유대인 가문의 후예였다. 스쿠르닉은 1927년 대학입학시험을 합격하고 1937년 의사면허를 취득했다. 1939년 렘피 이레네 라욱카(Lempi Irene Laukka)와 결혼했다. 헬싱키 대학교에서 의학을 계속 공부했으나 학교에 반유대주의가 만연하여 학업을 그만두고:68 북부지방 이(Ii)에서 시골의사로 개업했다.
막간의 평화 당시 이(Ii) 둔영에 제5개척공병대대(이후 제15개척공병대대)가 편성되자 의무대위로 징집된 스쿠르닉은 제5개척공병대대 의무관으로 배속되었다. 스쿠르닉이 배속된 개척공병대대는 키에스틴키-로우히 방면의 독-핀 합동공세에 참여했다. 이 공세는 계속전쟁 초기에 가장 피해가 극심한 작전으로, 1941년 8월 중에 핀란드 제54보병연대의 병력은 2,800 명에서 800명밖에 남지 않을 정도로 열화했다. 당시 스쿠르닉의 야전병원에는 그를 포함해 의사가 일곱 명이었는데 매일 백여 명씩 부상자를 받았다.
1941년, 소련군이 키에스틴키 방면으로 거센 화력을 쏟아붇자 스쿠르닉은 야전병원 후퇴를 지휘하여 부상병 600명의 목숨을 구했는데, 그렇게 살린 사람 중에 무장친위대원도 있었다. 핀란드 주둔 독일군 연락본부의 발데마르 에르푸르트 장군은 이 공적을 높이 사 베를린에 철십자장 수여를 상신했다.:2-3 하지만 스쿠르닉은 수훈을 거부하고 핀란드군 사령관 햘마르 실라스부오 중장에게 가서 거세게 항의했다. 스쿠르닉이 이렇게 나오자 독일군들은 그를 공공연히 아니꼽게 여겼다. 스쿠르닉 외에도 대위 솔로몬 클라스와 간호사 디나 폴랴코프가 핀란드 유대인으로서 철십자장을 수훈받았지만, 그 둘 역시 수훈을 거부했다.
독일군과 함께 일하는 것을 불만스러워한 스쿠르닉은 1942년 여름 우흐투아 방면으로 전근을 요청했다. 전쟁 후기에 스쿠르닉은 소령으로 진급하고 1944년 지협 대공세와 라플란드 전쟁에 종군했다. 핀란드의 군사사학자 볼프 할스티(Wolf H. Halsti) 대령은 아무도 감히 들어가지 못하는 무인지대에서 부상병을 구해낸 스쿠르닉은 보통 의무관의 사명감을 넘어서는 대단한 용기를 가진 군인이었다고 높이 평가했다.:69
전후에 스쿠르닉은 이(Ii)로 돌아가 1947년까지 의사로 일했다. 1949년에는 이혼하고 헬미 안닉키 카이스토(Helmi Annikki Kaisto)와 재혼했다. 이후 그는 라우마라헤 주식회사 공장 의사, 파볼라 및 레본라흐티 지역 개업의를 거쳐 1961년부터 은퇴할 때까지 북부지역의 중심도시인 오울루에서 의사로 일했다. 1976년 오울루에서 향년 69세로 사망하고, 생전에 자주 낚시하곤 했던 이(Ii)의 키르코섬 물가에 매장되었다.